# Neosybra fuscosignata
Neosybra fuscosignata är en skalbaggsart som beskrevs av Stefan von Breuning 1940. Neosybra fuscosignata ingår i släktet Neosybra och familjen långhorningar. Inga underarter finns listade i Catalogue of Life.